# St. Dionysius (Eurishofen)

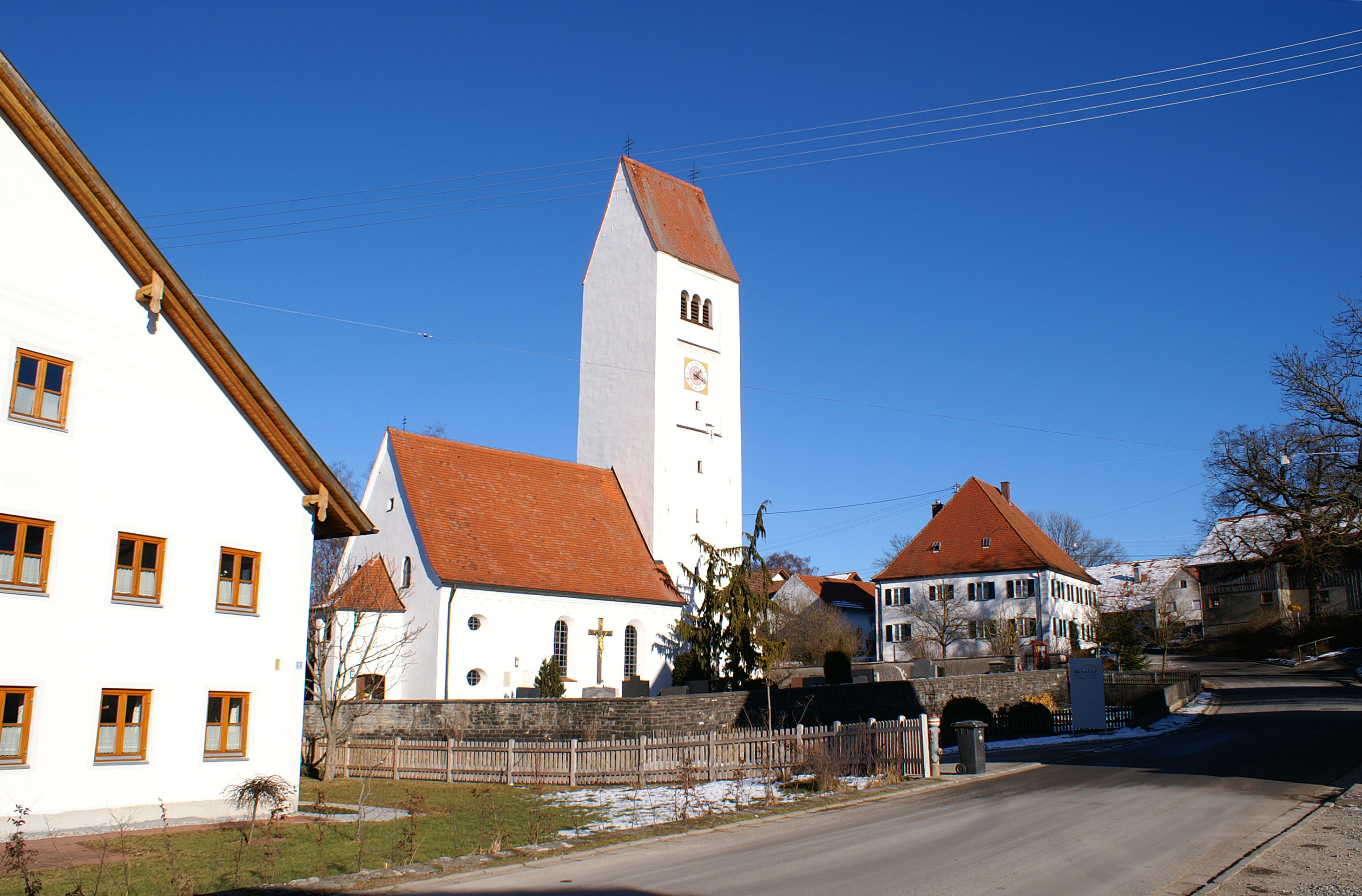
St. Dionysius in Eurishofen

St. Dionysius ist die römisch-katholische Pfarrkirche in Eurishofen, einem Gemeindeteil von Jengen im Landkreis Ostallgäu in Bayern. Das denkmalgeschützte Bauwerk ist in der Liste der Baudenkmäler in Jengen unter der Nr. D-7-77-140-9 eingetragen. Die Kirchengemeinde gehört zum Dekanat Kaufbeuren des Bistums Augsburg.

## Beschreibung
Das Langhaus wurde um 1400 an den romanischen Chorturm nach Westen angebaut. Der eingezogene, dreiseitig geschlossene, von Strebepfeilern gestützte Chor wurde im Osten des Chorturms errichtet. Das oberste Geschoss des mit einem Satteldach bedeckten Chorturms beherbergt hinter den als Triforien gestalteten Klangarkaden den Glockenstuhl. 
Der Innenraum des Langhauses ist mit einem Stichkappengewölbe überspannt, der des Chors und das Erdgeschoss des Chorturms sind durchgehend mit einem Stichkappengewölbe überspannt. Das Relief am Hochaltar, mit der Darstellung des Dionysius von Augsburg auf den Altarretabel, stammt von Josef Beyrer.